# 花白温泉駅
花白温泉駅（はなしろおんせんえき）は、岐阜県恵那市山岡町馬場山田にある明知鉄道明知線の駅である。駅番号は4。

## 歴史
- 1967年（昭和42年）11月15日：国鉄明知線の花白駅として開業[1][2][3]。旅客駅[2]で、駅員無配置駅[4]。
- 1985年（昭和60年）11月16日：明知鉄道に転換[1]。
- 2011年（平成23年）3月12日：花白温泉駅に改称[1]。
- 2012年（平成24年）3月17日：ダイヤ改正により急行大正ロマン号の停車駅となる。

## 駅構造
1面1線の単式ホームのみを持つ地上駅。無人駅である。

## 利用状況
| 年度               | 1日平均乗車人員 |
| ------------------ | --------------- |
| 2011年（平成23年） | 25              |
| 2012年（平成24年） | 56              |
| 2013年（平成25年） | 20              |
| 2014年（平成26年） | 21              |
| 2015年（平成27年） | 19              |
| 2016年（平成28年） | 17              |

## 駅周辺
駅前に「花白の湯」という温泉入浴施設がある。人家は多めだが商店はない。
- 飯高観音万勝寺
- 国道363号

## その他
駅名の変更時に車内の自動放送の音声は変更されず、2016年12月時点でも「花白」のままになっている。

## 隣の駅
明知鉄道
■明知線
- 急行「大正ロマン号」停車駅

岩村駅（5） - 花白温泉駅（4） - 山岡駅（3）